# Säbelscheidentibia
Säbelscheidentibia bezeichnet eine nach vorne gerichtete Krümmung des Schienbeines (Tibia), wie sie in seltenen Fällen als Spätmanifestation der angeborenen Syphilis (Lues connata) und der Frambösie auftritt. Auch im Rahmen eines Morbus Paget kann die Säbelscheidentibia vorkommen, sowie bei Osteomalazie und Rachitis.
Bei einer Pseudo-Säbelscheidentibia liegt an der Vorderkante des Schienbeins eine Hyperostose vor.